# Sofija (ime)
Sofija je žensko osebno ime

## Izvor imena
Ime Sofija je rusko ime, izpeljano iz imena Zofija, to pa iz grške besede Σoφíα, »modrost«.

## Pogostost imena
Po podatkih Statističnega urada Republike Slovenije je bilo na dan 31. decembra 2007 v Sloveniji število ženskih oseb z imenom Sofija: 204.

## Osebni pratnik
V koledarju je ime Sofija zapisano skupaj z imenom Zofija.

## Imena krajev
Po cerkvi sv. Sofije postavljene v 6. stoletju je od 14. stoletja dalje poimenovano glavno mesto Bolgarije Sofija.

## Zanimivosti
Po Sofiji se imenuje Istanbulska Cerkev svete Modrosti (Hagia Sofia) v kateri je sedaj mošeja.

## Znane osebe
- Sofija Loren, filmska igralka